# Clermont-Créans
Clermont-Créans és un municipi francès situat al departament del Sarthe i a la regió de País del Loira. L'any 2007 tenia 1.157 habitants.

## Demografia

### Població
El 2007 la població de fet de Clermont-Créans era de 1.157 persones. Hi havia 430 famílies de les quals 72 eren unipersonals (30 homes vivint sols i 42 dones vivint soles), 149 parelles sense fills, 175 parelles amb fills i 34 famílies monoparentals amb fills.
La població ha evolucionat segons el següent gràfic:
Habitants censats

### Habitatges
El 2007 hi havia 512 habitatges, 434 eren l'habitatge principal de la família, 19 eren segones residències i 59 estaven desocupats. 503 eren cases i 7 eren apartaments. Dels 434 habitatges principals, 361 estaven ocupats pels seus propietaris, 68 estaven llogats i ocupats pels llogaters i 6 estaven cedits a títol gratuït; 1 tenia una cambra, 13 en tenien dues, 65 en tenien tres, 136 en tenien quatre i 219 en tenien cinc o més. 355 habitatges disposaven pel capbaix d'una plaça de pàrquing. A 149 habitatges hi havia un automòbil i a 255 n'hi havia dos o més.

### Piràmide de població
La piràmide de població per edats i sexe el 2009 era:
| Homes | Edats   | Dones |
| ----- | ------- | ----- |
| 0     | 95 o +  | 0     |
| 4     | 90 a 94 | 0     |
| 4     | 85 a 89 | 12    |
| 0     | 80 a 84 | 0     |
| 16    | 75 a 79 | 20    |
| 8     | 70 a 74 | 12    |
| 20    | 65 a 69 | 20    |
| 32    | 60 a 64 | 20    |
| 40    | 55 a 59 | 36    |
| 16    | 50 a 54 | 32    |
| 32    | 45 a 49 | 40    |
| 64    | 40 a 44 | 68    |
| 28    | 35 a 39 | 16    |
| 44    | 30 a 34 | 44    |
| 12    | 25 a 29 | 20    |
| 36    | 20 a 24 | 16    |
| 32    | 15 a 19 | 36    |
| 64    | 10 a 14 | 24    |
| 56    | 5 a 9   | 44    |
| 12    | 0 a 4   | 20    |

## Economia
El 2007 la població en edat de treballar era de 761 persones, 582 eren actives i 179 eren inactives. De les 582 persones actives 529 estaven ocupades (280 homes i 249 dones) i 53 estaven aturades (23 homes i 30 dones). De les 179 persones inactives 72 estaven jubilades, 68 estaven estudiant i 39 estaven classificades com a «altres inactius».

### Ingressos
El 2009 a Clermont-Créans hi havia 451 unitats fiscals que integraven 1.198,5 persones, la mediana anual d'ingressos fiscals per persona era de 17.250 €.

### Activitats econòmiques
Dels 34 establiments que hi havia el 2007, 1 era d'una empresa extractiva, 2 d'empreses alimentàries, 9 d'empreses de construcció, 7 d'empreses de comerç i reparació d'automòbils, 2 d'empreses de transport, 5 d'empreses d'hostatgeria i restauració, 1 d'una empresa financera, 2 d'empreses immobiliàries, 2 d'empreses de serveis, 1 d'una entitat de l'administració pública i 2 d'empreses classificades com a «altres activitats de serveis».
Dels 12 establiments de servei als particulars que hi havia el 2009, 3 eren tallers de reparació d'automòbils i de material agrícola, 1 paleta, 1 guixaire pintor, 3 lampisteries, 1 electricista, 1 perruqueria i 2 restaurants.
L'únic establiment comercial que hi havia el 2009 era una fleca.
L'any 2000 a Clermont-Créans hi havia 25 explotacions agrícoles que ocupaven un total de 689 hectàrees.

## Equipaments sanitaris i escolars
El 2009 hi havia una escola elemental.

## Poblacions més properes
El següent diagrama mostra les poblacions més properes.